# Fernandão (football, 1987)
Pour les articles homonymes, voir Fernandão.
José Fernando Viana de Santana, dit Fernandão, né le 27 mars 1987 à Rio de Janeiro, est un footballeur brésilien. Il joue au poste d'avant-centre, et est actuellement sans club.

## Carrière de joueur

### Débuts au Brésil
Il commence sa carrière en 2007 au club de l'America. Par la suite, il est transféré au Tombense FC. Il est alors prêté successivement à Flamengo, au Volta Redonda, à Macaé, à Paysandu, à Guarani et enfin à Palmeiras. 
En 2012, il est transféré à l'Atlético Paranaense. En 2013, il est une nouvelle fois prêté, cette fois ci à Bahia.

### Exil en Turquie
En janvier 2013, le Brésilien est prêté en Turquie, au club de Bursaspor. Il inscrit un doublé dès son premier match de championnat face à Eskişehirspor. Par la suite, il inscrit un triplé contre Sivasspor.
Il termine meilleur buteur du championnat de Turquie, à l'issue de la saison 2014-2015, avec un total de 22 buts. Lors de cette saison, il inscrit notamment un quadruplé lors d'un match contre Karabükspor.
Le 25 juin 2015, il est transféré à Fenerbahçe, pour un contrat d'une durée de quatre ans.

## Palmarès

### En club
Il est Champion de l'État de Rio de Janeiro en 2008 avec le Flamengo FC.
Il est finaliste de la Coupe de Turquie avec Bursaspor en 2015.
Il finit vice-champion de Turquie en 2016 avec Fenerbahçe.

### Distinctions individuelles
Il est meilleur buteur du championnat de Turquie en 2015 avec 22 buts.